# Efficeon
Bộ xử lý Efficeon là bộ xử lý 256-bit thế hệ thứ hai của Transmeta ứng dụng thiết kế VLIW củng cố bộ máy phần mềm để chuyển mã được viết cho bộ xử lý thuộc kiến trúc x86 thành các thủ tục chuẩn cho chip (CMS). Như người tiền nhiệm của nó, bộ xử lý Transmeta Crusoe (dùng kiến trúc VLIW 128-bit), Efficeon tăng hiệu năng tính toán, tiêu thụ điện thấp.
Tập hợp các chức năng của Efficeon gần như giống với bộ xử lý Intel Pentium 4, như vậy cũng gần như AMD Opteron, nó hỗ trợ hoàn toàn trình điều khiển bộ nhớ đã được tích hợp, một bus I/O HyperTransport, và NX bit, hoặc phần mở rộng không thực thi x86 đến phần mở rộng địa chỉ vật lý (tức PAE mode). Sự hỗ trợ của NX bit xuất hiện từ CMS phiên bản 6.0.4.
Khả năng tính toán của Efficeon gần như các bộ xử lý cho các thiết bị di động như Intel Pentium M mặc dù có vẻ thấp hơn, và có một số đặc điểm khác có liên quan đến hiệu năng hoạt động.
Efficeon có hai dạng đóng gói: 783 và 592 bi trên mảng. Khả năng tiết kiệm điện của nó có thể nhận ra được (3W với tốc độ 1Ghz và 7W với tốc độ 1,5Ghz), nên việc làm lạnh cũng ít khi cần.
Cả hai thế hệ của chip đã được sản xuất. Thế hệ đầu tiên (TM8600) sản xuất sử dụng TSMC 0.13 micrô-mét có tốc độ 1.1 GHz. Thế hệ thứ hai (TM8800 và TM8820) sản xuất sử dụng tiến trình của Fujitsu 90 nm và có tốc độ từ 1 đến 1.7 GHz.
Bên trong, Efficeon có hai đơn vị thuật toán logic, 2 đơn vị nạp/lưu/thêm, 2 đơn vị thực thi, 2 dấu phẩy động/ đơn vị SSE2, một hành động phân nhánh, một đơn vị biệt hiệu, một đơn vị điều khiển.
Efficeon có thủ tục 128 k + bộ nhớ đệm cấp 1 64k và bộ nhớ đệm cấp 2 trên chip.
Thêm vào đó Efficeon CMS lấy một phần bộ nhớ (thường là 32MB) để bộ dịch sang mã máy hoạt động theo kiến trúc x86.

## Các sản phẩm
- Sharp Actius MM20
- Sharp Actius MP30
- Sharp Mebius Muramasa PC-CV50F
- Sharp MP70G
- Orion's Cluster Workstation
- Microsoft FlexGo Computer
- Elitegroup A532